# Список награждённых медалью Почёта после Вьетнамской войны
Медаль Почёта была учреждена в ходе Гражданской войны в США и является высочайшей военной наградой, вручаемой правительством США военнослужащим. Представляемые к награде обязаны проявить отличие с риском для жизни при выполнении долга службы и за его пределами в бою против врага Соединённых Штатов. Медаль часто вручается посмертно в связи с критериями награждения
После апреля 1975 года после вывода американских войск из Вьетнама вооружённые силы США участвовали во множестве вооружённых конфликтов и миротворческих миссиях, включая вторжение на Гренаду, гражданскую войну в Ливане, вторжение в Панаму, войны в Югославии, гражданскую  войну в Сомали и др.. После нападения на США 11 сентября ВС США вступили в т.н. войну с терроризмом, которая привела к вторжениям в Ирак и Афганистан.
После Вьетнамской войны медаль Почёта была вручена 30 военнослужащим, 13 из них посмертно.
Первыми в этот период были награждены (посмертно) два снайпера отряда «Дельта»: MSG Гэри Гордон и SFC Рэнди Шугарт, которые в ходе сражения в Могадишо (Сомали), добровольно вызвались защищать сбитого пилота вертолёта.

## Награждённые медалью Почёта
Лавандовый цвет и отметка † отмечают награждённых посмертно
Отметка KIA отмечает павших в бою.

### Гражданская война в Сомали
Сражение в Могадишо (сомал. Ma-alinti Rangers - день рейнджеров) прошло с 3 на 4 октября 1993 года в столице Сомали Могадишо в ходе операции Gothic Serpent. Вооружённые силы США при поддержке контингента ООН вступили в бой с сомалийским ополчением под командованием полевого командира Мохаммеда Айдида. Сражение также называется первой битвой за Могадишо чтобы отличить её от второй битвы за Могадишо, прошедшей в 2006 году. Медали были вручены посмертно двум снайперам отряда «Дельта», которые добровольно вызвались защищать сбитого пилота вертолёта UH-60 Black Hawk, несмотря на то что к месту крушения стягивались сотни если не тысячи бойцов враждебной сомалийской милиции.
| Фотография | Имя                | Род войск | Звание во время подвига | Место боя        | Дата боя       | Часть          | Примечания                                             |
| ---------- | ------------------ | --------- | ----------------------- | ---------------- | -------------- | -------------- | ------------------------------------------------------ |
|            | Гэри Гордон KIA    | Армия     | Мастер-сержант          | Могадишо, Сомали | 3 октября 1993 | Отряд «Дельта» | Добровольно вызвался защищать сбитого пилота вертолёта |
|            | Рэндалл Шугарт KIA | Армия     | Сержант первого класса  | Могадишо, Сомали | 3 октября 1993 | Отряд «Дельта» | Добровольно вызвался защищать сбитого пилота вертолёта |

### Война в Афганистане
Война в Афганистане (2001—2021) началась 7 октября 2001 года, после того как США, Великобритания и союзники по блоку НАТО в ответ на нападение на США 11 сентября 2001 года. Это ознаменовало начало глобальной войны с терроризмом. Заявленной целью вторжения было захват Усамы Бен Ладана, разгром движения аль-Каеда и свержение режима Талибана, оказавшему поддержку и предоставлявшему убежище аль-Каеде.
С 2001 года, 20 военнослужащих США удостоились медали Почёта за свои действия в Афганистане, пять из них посмертно.
| Фотография | Имя                 | Род войск      | Звание во время подвига                                           | Место боя                         | Дата боя                        | Часть | Примечания |
| --- | ------------------- | -------------- | ----------------------------------------------------------------- | --------------------------------- | ------------------------------- | --- | --- |
| Chief petty officer Edward Byers | Эдвард С. Байерс    | ВМС            | Главный специальный военный оператор (E-7)                        | провинция Лагман                  | 8 декабря 2012 – 9 декабря 2012 | 6-й отряд SEAL                                                                                           | За смелые действия (в составе команды) в ходе спасения заложника-американского гражданина. |
| Lance Corporal Kyle Carpenter | Уильям К. Карпентер | Морская пехота | Младший капрал (E-3)                                              | район Марджа, провинция Гильменд  | 21 ноября 2010                  | 2-й батальон, 9-го полка, боевая команда №1 шестого полка, первая дивизия морской пехоты                 | Накрыл собой гранату, чтобы спасти товарища-морского пехотинца во время атаки американского аванпоста. |
| Specialist Ty Carter | Тай М. Картер       | Армия          | Специалист (E-4)                                                  | район Камдеш, провинция Нуристан  | 3 октября 2009                  | 3-й эскадрон, 61-го кавалерийского полка, 4-я бригадная боевая команда, 4-я пехотная дивизия             | В ходе боя за Камдеш несколько раз рисковал жизнью, выходя под вражеский огонь, чтобы оказать жизненно важную помощь раненому товарищу, доставляя боеприпасы для ведения перестрелки, помогая нести раненых до медпункта. |
| Christopher Celiz | Кристофер Э. Челиз† | Армия          | Сержант первого класса (E-7)                                      | провинция Пактия                  | 12 июля 2018                    | Рота D, первый батальон рейнджеров, 75-й полк рейнджеров                                                 | Добровольно вышел под плотный вражеский обстрел из пулемёта и лёгкого стрелкового оружия чтобы извлечь и применить мощную оружейную систему что позволило американским и объединённым силам перехватить инициативу, отойти в безопасное место и оказать помощь находящемуся в критическом состоянии раненому бойцу объединённых сил. .                                                                                             |
| SrA John Chapman | Джон А. Чепмен†     | ВВС            | Техник-сержант (E-6)                                              | провинция Пактия                  | 4 марта 2002                    | 24-й специальный боевой эскадрон                                                                         | В ходе битвы за Такур Гхар атаковал два вражеских бункера, позволив прижатой огнём к земле команде перебраться в укрытие и оторваться от противника. Engaged two enemy bunkers during the Battle of Takur Ghar, enabling a pinned rescue team to move to cover and break enemy contact. Потерял сознание и был непреднамеренно оставлен на поле боя, позднее был убит, когда прикрывал огнём прибывшие силы быстрого реагирования. |
| Head and torso portrait of a young white man in a formal military uniform with a U.S. flag in the background | Сальваторе Джьюнта  | Армия          | Специалист (E-4)                                                  | Долина Korengal, провинция Кунар  | 25 октября 2007                 | 2-й воздушно-десантный батальон, 503-го пехотного полка, 173-я воздушно-десантная бригада                | Рисковал жизнью ради спасения от плененения противником раненого товарища. Первый солдат со времён Вьетнамской войны, получивший медаль Почёта не посмертно. |
| Official portrait coming up. | Флоран А. Гроберг   | Армия          | Капитан                                                           | Асадабад, провинция Кунар         | 8 августа 2012                  | 12-й пехотный полк, 4-я пехотная дивизия                                                                 | С риском для жизни набросился на террориста-смертника, схватиле его и оотолкнул прочь перед взрывом бомбы, что привело к минимальным поетрям. |
| | Мейер Л. Дакота     | Морская пехота | Капрал (E-4)                                                      | Битва при Гангае, провинция Кунар | 8 сентября 2009                 | Встроенная учебная группа 2-8                                                                            | Не подчинился приказу свыше и спас 23 афганских союзника и 11 американцев в ходе битвы у деревни Ганджгал. |
| Young white man in military fatigues | Роберт Дж. Миллер†  | Армия          | Штаб-сержант (E-6)                                                | район Нари, провинция Кунар       | 25 января 2008                  | 3-й батальон, 3-я группа специальных сил                                                                 | Получил смертельное ранение, в одиночку атакуя противника, чтобы товарищи смогли отойти в укрытие. |
| A white man with close-cropped blond hair standing with his hands in his pockets, wearing a camouflage uniform and a long blue and white scarf hanging untied around his neck. Behind him are a wall of sandbags, a tree and, in the distance, mountains. | Джаред К. Монти†    | Армия          | Сержант первого класса (E-7)                                      | Говардеш, провинция Нуристан      | 21 июня 2006                    | 3-й эскадрон, 71-й кавалерийский полк, боевая команда 3-й бригады, 10-я горнопехотная дивизия            | Убит, пытаясь спасти раненого солдата под плотным вражеским пулевым и ракетным обстрелом. |
| Top half of young man in circa 2000 dress U.S. Navy uniform of junior officer. | Майкл П. Мерфи†     | ВМС            | Лейтенант флота (O-03)                                            | Близ г. Асадабад, провинция Кунар | 28 июня 2005                    | SEAL Delivery Vehicle Team 1                                                                             | Возглавлял разведгруппу из четырёх человек, вступившую в неравный бой с превосходящим по числености противником, выходил под вражеский обстрел, чтобы вызвать подмогу. |
| Headshot portrait of a man wearing an Army Combat Uniform and Army Ranger tan beret. | Лерой А. Петри      | Армия          | Штаб-сержант (E-6)                                                | провинция Пактия                  | 26 мая 2008                     | 2-й батальон рейнджеров, 75-й полк рейнджеров                                                            | Получил сквозное ранение в обе ноги, спас товарища -рейнджера, подхватив и отбросив вражескую гранату, что привело к ампутации руки. |
| | Райан М. Питтс      | Армия          | Сержант (E-5)                                                     | провинция Кунар                   | 13 июля 2008                    | 2-й воздушно-десантный батальон, 503-го пехотного полка, 173-я воздушно-десантная бригада                | За храборость, проявленную на посту передового наблюдателя в ходе боя при Ванате. |
| | Эрл Д. Пламли       | Армия          | Сержант первого класса (E-7)                                      | Передовая оперативная база Ghazni | 28 августа 2013                 | Оперативный отряд «Альфа 1434 (ODA-1434)», 4-й батальон, 1-я группа специальных сил                      | Периодически атаковал противника вблизи, получил ранение от взрыва жилета смертника, рисковал жизнью для спасения солдата, доставив его в безопасное место и оказав первую помощь. Постоянно выходил на линию огня противника, чтобы сорвать вторжение противника на территорию базы. |
| | Клинтон Ромешей     | Армия          | Штаб-сержант (E-6)                                                | район Камдеш, провинция Нуристан  | 3 октября 2009                  | 3-й эскадрон, 61-го кавалерийского полка, 4-я бригадная боевая команда, 4-я пехотная дивизия             | В ходе нападения талибов на аванпост рисковал жизнью ради спасения товарищей, организовал людей для отражения атаки. |
| | Рональд Дж. Шурер   | Армия          | Штаб-сержант (E-6)                                                | провинция Нуристан                | 6 апреля 2008                   | 3-й батальон, 3-я группа специальных сил                                                                 | За храбрость, проявленную в ходе службы армейским медиком во время битвы за долину Шок. |
| Master Chief Petty Officer Britt Slabinski | Бритт Слабински     | ВМС            | Старший чиф-петти-офицер (E-8), специальный военный оператор SEAL | провинция Пактия                  | 4 марта 2002                    | 6-й отряд SEAL                                                                                           | В ходе боя несколько раз выходил под обстрел, чтобы зачистить две вражеские огневые точки, вынес из боя раненого товарища. |
| | Уильям Д. Свенсон   | Армия          | Капитан (O-3)                                                     | Битва при Гангае, провинция Кунар | 8 сентября 2009                 | 1-й батальон, 32-й пехотный полк, боевая команда 3-й бригады, 10-я горнопехотная дивизия                 | Рискуя жизнью под вражеским обстрелом оказал медицинскую помощь раненому товарищу, спас остальных, оказывал помощь раненым в ходе битвы у деревни Ганджгал. |
| | Кайл Дж. Уайт       | Армия          | Специалист (E-4)                                                  | провинция Нуристан                | 9 ноября 2007                   | 2-й воздушно-десантный батальон, 503-го пехотного полка, боевая команда 173-й воздушно-десантной бригады | Периодически рисковал жизнью под вражеским огнём, чтобы оказывать медицинскую помощь, спасительную для жизней раненых содат, передавал по радио информацию, для проведения контратак и спасательных операций. |
| | Мэтью О. Уильямс    | Армия          | Сержант (E-5)                                                     | провинция Нуристан                | 6 апреля 2008                   | 3-й батальон, 3-я группа специальных сил                                                                 | За храборость, проявленную в ходе битвы в долине Шок. |

### Иракская война
Иракская война, также известная как Вторая война в Заливе операция «Свободу Ираку» (Iraqi Freedom) (в США), операция TELIC (в Великобритании) или оккупация Ирака, началась 20 марта 2003 года после вторжения многонациональной коалиции в Ирак, состоявшей главным образом из американских и британских сил, вместе с небольшими контингентами из Польши, Австралии и  других стран Шесть военнослужащих были посмертно награждены медалями Почёта (четверо из армии, один из морской пехоты и один со флота). Штаб-сержант Дэвид Беллавиа является единственным из живущих награждённых медалью Почёта за участие в Иракской войне.
| Фотография | Имя                | Род войск      | Звание во время подвига                   | Место боя                                     | Дата боя         | Часть                                                                | Примечания |
| --- | ------------------ | -------------- | ----------------------------------------- | --------------------------------------------- | ---------------- | -------------------------------------------------------------------- | --- |
| Head and shoulders of a man in U.S. Army uniform, before a large American flag. | Тревис У. Аткинс†  | Армия          | Штаб-сержант (E-6)                        | Юсуфия, Ирак                                  | 1 июня 2007      | Рота D, 2-й батальон, 14-й пехотный полк, 10-я горнопехотная дивизия | Чтобы защитить товарищей, повалил и накрыл своим телом смертника, приведшего в действие взрывное устройство. |
| | Дэвид Г. Беллавиа  | Армия          | Штаб-сержант (E-6)                        | Эль-Фаллуджа, Ирак                            | 10 ноября 2004   | 2-й батальон, 2-й пехотный полк, 1-я пехотная дивизия                | В одиночку зачистил три здания от противника, сражался врукопашную чтобы выполнить боевую задачу. |
| Soldier poses for photo between circa 2000 and circa 2005 | Элвин К. Кэш†      | Армия          | Сержант первого класса (E-7)              | Мухафаза Салах-эд-Дин, Ирак                   | 17 октября 2005  | 1-й батальон, 15-й пехотный полк, 3-я пехотная дивизия               | Несмотря на ожоги второй и третьей степеней свыше 72% поверхности тела спас жизни шестерых своих товарищей после того как боевая машина «Брэдли», в которой они ехали, подорвалась на импровизированном взрывном устройстве. |
| Head and shoulders of serious young man in circa 2000 U.S. Marine dress uniform. | Джейсон Л. Данхэм† | Морская пехота | Капрал (E-4)                              | Ирак, близ иракско-сирийской границы          | 14 апреля 2004   | 3-й батальон, 7-й полк морской пехоты                                | Сражался врукопашную с противником и накрыл собой гранату, чтобы защитить товарищей-морских пехотинцев. |
| Head and shoulders of a smiling young man in circa 2000 U.S. Army uniform with beret, before a large American flag.                                                                   | Росс Э. Макгиннис† | Армия          | Специалист (E-4)                          | Adhamiyah, Ирак                               | 4 декабря 2006   | Рота C, 26-й пехотный полк, первая дивизия морской пехоты            | Спас жизни четырёх товарищей, накрыв собой гранату, угодившую в автомобиль HMMWV (Humvee) |
| Soldier in action in circa 2000 U.S. camouflage battle dress, carrying a combat rifle and wearing sunglasses and helmet. Behind him in the dusty air is a similarly equipped soldier. | Майкл Э. Монсур†   | ВМС США        | Каптенармус (E-5), петти-офицер II класса | Эр-Рамади, Ирак                               | 29 сентября 2006 | 3-я команда SEAL, взвод «Дельта»                                     | Спас жизнь товарищей из SEAL на стрелковой позиции, накрыв собой гранату. |
| Head and shoulders of smiling man in circa 2000 U.S. Army battle dress. | Пол Р. Смит†       | Армия          | Сержант первого класса (E-7)              | Междунаро́дный аэропо́рт «Багда́д», Багдад, Ирак | 4 апреля 2003    | Рота B, 11-й сапёрный батальон, 3-я пехотная дивизия                 | Погиб, находясь на открытом месте под огнём противника, удерживал противника на расстоянии, что позволило эвакуировать раненых.                                                                                              |

### Операция «Непоколебимая решимость»
В ходе операции «Непоколебимая решимость», т.е. войне с ИГИЛ один солдат удостоился медали Почёта
| Фотография                       | Имя           | Род войск | Звание во время подвига      | Место боя    | Дата боя        | Часть                      | Примечания |
| -------------------------------- | ------------- | --------- | ---------------------------- | ------------ | --------------- | -------------------------- | --- |
| Sgt. Maj. Thomas "Patrick" Payne | Томас П. Пейн | Армия     | Сержант первого класса (E-9) | Hawija, Ирак | 22 октября 2015 | 1-й SFOD-D, отряд «Дельта» | Спас 70 иракских пленных, под плотным вражеским огнём заходил три раза в обрушающееся здание, чтобы убедиться, что все заложники вышли наружу и находятся в безопасности. |